# Cissus austroyunnanensis
Cissus austroyunnanensis là một loài thực vật hai lá mầm trong họ Nho. Loài này được Y.H.Li & Y.Zhang miêu tả khoa học đầu tiên năm 1989.